# Resum
El resum és l'escrit que sintetitza les idees principals d'un text en un nou redactat. L'extensió del resum pot variar, però no sol superar el 25 % de l'extensió de l'original. En el resum s'han d'evidenciar els lligams lògics de les idees explicades al text de partida, encara que això suposi canviar l'ordre en què apareixen, i la redacció ha d'adoptar un to objectiu, independentment del punt de vista de l'autor del text base..
Els resums tenen diferents objectius:
- presentar una obra literària (en tal cas es resumeix la seva trama) a la contraportada o articles publicitaris als mitjans de comunicació
- introduir al lector en un article científic (en aquest cas s'anomena abstract),[3] detallant els objectius de la recerca i el problema que s'aborda[4]
- demostrar un grau suficient de comprensió lectora a l'escola
- sintetitzar la informació per a l'estudi o consulta posterior

El resum documental o abstract, requereix una metodologia i es tracta segons diversos paradigmes i models.
AENOR, a través de les seves normes, fa recomanacions de com preparar resums seguint uns estàndards de qualitat.
Amb la tecnologia en recuperació d'informació s'han creat sistemes de resum automàtic de documents que requereixen un tractament de la informació digital en el processament del llenguatge natural.